# Ava Max
Amanda Ava Koci (originalment en albanès: Koçi), més coneguda com a Ava Max (Milwaukee, Wisconsin, 16 de febrer de 1994), és una cantautora i cantant estatunidenca. La cantant, que es defineix com a 100% albanesa, es feu famosa a partir del 2018 gràcies al seu títol «Sweet but Psycho» que es va situar en primera posició a diversos països europeus.

## Biografia
Amanda Ava Koçi va néixer el 1994 a Milwaukee, al si d'una família d'origen albanès. Els seus pares, Pavllo i Andromaqi Koçi, nadius de Tirana i Sarandë, van emigrar als Estats Units el 1991 després de viure un any a una església de París. Quan Ava tenia vuit anys, amb els seus pares i el seu germà gran Denis, anaren tots a viure a Chesapeake, una ciutat de l'estat de Virgínia. Inspirada per la passió per l'òpera de sa mare, va emprendre una carrera musical i va participar en diverses competicions de cant abans d'entrar a l'institut. Més tard, quan va fer catorze anys, es va instal·lar amb la seva mare a Los Angeles i va encetar una carrera de cantant professional. Tot i això, Ava Max va descriure com abans de convertir-se en una celebritat, va ser despatxada de molts llocs de treball, insinuant al respecte, que "no era gaire bona en cap d'aquestes", i que sempre havia desitjat convertir-se en una cantant.

## Discografia

### Amanda Kay
Amanda Kay va ser el primer àlbum que Ava Max va publicar, l'any 2008, i està compost per les cançons Break My Heart, What You Know About Me, Touch, More Than Words Can Say, Take It Back i I Need You.
| Any  | Àlbum      | Llançament             | Durada       | Número de singles | Singles                                                                                          |
| ---- | ---------- | ---------------------- | ------------ | ----------------- | ------------------------------------------------------------------------------------------------ |
| 2008 | Amanda Kay | 12 de Setembre de 2008 | 21:45 minuts | 6                 | Break my heart, What You Know About Me, Touch, More Than Words Can Say, Take It Back, I Need You |

### Heaven & Hell
Heaven & Hell va ser un dels primers àlbums d'estudi que la cantant Ava Max, va publicar, el 18 de setembre de 2020. Dit àlbum, conté diverses cançons, com ara Sweet But Psycho, Kings & Queens, Who's Laughing Now, H.E.A.V.E.N, Naked, Tattoo, Omg What’s Happening, Call Me Tonight, Born to the Night, Torn, Take You to Hell, Belladonna, Rumors, So Am I i Salt.
| Any  | Àlbum         | Llançament             | Durada       | Número de singles | Singles |
| ---- | ------------- | ---------------------- | ------------ | ----------------- | --- |
| 2020 | Heaven & Hell | 18 de Setembre de 2020 | 44:45 minuts | 15                | Sweet But Psycho, Kings & Queens, Who’s Laughing Now, H.E.A.V.E.N, Naked, Tattoo, OMG What’s Happening, Call me Tonight, Born to the Night, Torn, Take You to Hell, Belladonna, Rumors, So Am I, Salt |

### Diamonds & Dancefloors
Diamonds & Dancefloors és el segon àlbum d'estudi de la cantant Ava Max, va ser publicat el 26 de gener del 2023. L'album conté 14 cançons, d'entre les quals hi ha Million Dollar Baby, Sleepwalker, Maybe You're The Problem, Ghost, Hold Up (Wait a Minute), Weapons, Diamonds&Dancefloors, In the Dark, Turn Off The Lights, One Of Us, Get Outta My Heart, Cold As Ice, Last Night On Earth, Dancing's Done.
| 2023 | Diamonds & Dancefloors | 26 de Gener de 2023 | 39:39 minuts | 14 | Million Dollar Baby, Sleepwalker, Maybe You're The Problem, Ghost, Hold Up (Wait a Minute), Weapons, Diamonds&Dancefloors, In the Dark, Turn Off The Lights, One Of Us, Get Outta My Heart, Cold As Ice, Last Night On Earth, Dancing's Done |

### Don't Click Play
Don't Click Play és el tercer àlbum d'estudi de la cantant Ava Max, la seva data d'estrena està prevista pel 22 d'agost del 2025. L'àlbum ja compta amb tres singles: Lost Your Faith, Lovin' Myself i Wet, Hot American Dream.
| 2025 | Don't Click Play | 22 d'Agost del 2025 | ? | ? | Lost Your Faith, Lovin' Myself, Wet, Hot American Dream |